# Felipe Zetter
Felipe Zetter Zetter (Guanajuato, 3 de julho de 1923 - 15 de março de 2013) foi um futebolista mexicano que atuava como defensor.

## Carreira
Felipe Zetter fez parte do elenco da Seleção Mexicana de Futebol, na Copa de 1950.